# Synowie Jagbyy Tsyjona
Synowie Jagbyy Tsyjona – pięciu cesarzy rządzących Etiopią pomiędzy 1295 i 1299 rokiem. Ich imiona brzmiały:
- Tsynfe Aryd (amh. ሰይፈ አርድ ፬ኛ) (1296)
- Hyzbe Asseggyd (amh. ህዝብ አስገድ) (1295–1296)
- Kydme Asseggyd (amh. ቅድመ አስግድ) (1296–1297)
- Żan Asseggyd, lub Dżen Asseggyd (amh. ጅን አሰገድ) (1297–1298)
- Bahyr Assegggyd, przydomek Seba Asseggyd (amh. ሳባ አሰገድ) (1298–1299)

## Ocena historyków
Synowie Jagbyy Tsyjona rządzili w okresie pomiędzy ich ojcem, a cesarzem o imieniu Uyddym Raad. Obaj byli synami Jykuno Amlaka. Zarówno szkocki podróżnik James Bruce, jak i Francuz Antoine Thomson d’Abbadie twierdzili na podstawie zebranych przez siebie tradycji, że tych pięciu władców nie było synami Jagbyy Tsyjona, ale Jykuno Amlaka. Najstarsza istniejąca lista królów etiopskich wymienia czterech spośród pięciu władców (z pominięciem Bahyra Assegyda) bez jakiejkolwiek wzmianki o ich synowskiej relacji. Z kolei dzieło pod tytułem Gadla św. Basaloty Mikaela odnotowuje, iż Kydme Asseggyd jako jedyny był synem Jykuno Amlaka, a reszta nie była. Według polskiego historyka, Andrzeja Bartnickiego tradycje wskazują, iż panowanie braci Asseggyd odznaczało się słabością władzy centralnej, oraz wzmocnieniem siły sułtanatów Ifat i Adal. Historycy spierają się na temat kwestii następstwa braci. Badacz Paweł B. Henze stwierdził, że Jagbya Tsyjon nie mógł się zdecydować, który z jego synów powinien odziedziczyć władzę w Cesarstwie, i polecił, aby każdy z jego synów rządził po roku. Etiopski historyk Tadesse Tamrat odnotował, że panowanie braci Asseggyd było następstwem dynastycznego zamieszania, podczas którego każdy z synów Jagbyy Tsyjona obejmował tron. Brytyjski orientalista Ernest Alfred Wallis Budge odnotował tradycję, wedle której Żan Assegyd zapoczątkował używanie góry Amba Gyszien jako królewskiego więzienia dla kłopotliwych krewnych, będących dla niego konkurencją do tronu. Żan miał zostać zmuszony do uwięzienia swojego brata Bahyra Assegyda. Żan jednocześnie uwięził swoich trzech pozostałych braci i własnych synów w Amba Gyszien. Niezależnie od tego jak dokładnie wyglądała sprawa sukcesji, rządy braci dobiegły końca, gdy Uyddym Raad przejął tron.